# Институт истории Украины НАН Украины
Институт истории Украины НАН Украины (укр. Інститут історії України НАН України) — научно-исследовательский институт, занимающийся широким кругом исследований в области истории Украины. Основан в 1936 году. Название учреждения изменялось и уточнялось: 2 марта 1953 года — Институт истории АН УССР; от 21 ноября 1990 года — Институт истории Украины АН УССР (с 1991 года — АН Украины; с 1994 года — НАН Украины).

## Структура
В первые годы Институт существовал в составе трех секторов:
1. История Украины эпохи феодализма.
2. История Украины эпохи капитализма и империализма.
3. История Украины советского периода.

Структура учреждения на 1 января 2004 года была следующая:
1. Отдел истории Украины средних веков и раннего нового времени: изучение истории Киевской Руси; изучение проблем социальной истории и Научно-исследовательский институт казачества.
2. Отдел истории Украины 19 — начала 20 века.
3. Отдел истории Украинской революции 1917—1921 годов.
4. Отдел истории Украины 20-30-х годов 20 века с центром исследования геноцида украинского народа.
5. Отдел истории Украины периода Второй мировой войны.
6. Отдел истории Украины второй половины 20 века.
7. Отдел новейшей истории и политики.
8. Отдел всемирной истории и международных отношений.
9. Отдел украинской историографии.
10. Отдел специальных исторических дисциплин.
11. Отдел историко-краеведческих исследований.
12. Отдел региональных проблем истории Украины (с 1 мая 2012 года — Отдел исторической регионалистики Института истории НАН Украины).
13. Кабинет украинско-греческих отношений.
14. Компьютерно-издательский отдел.
15. Научно-информационный отдел.

## Главные научные сотрудники
- Смолий, Валерий Андреевич — директор (с декабря 1993 года).
- Белоконь, Сергей Иванович
- Стецюк, Екатерина Исааковна